# Cristian Ortiz
Pour les articles homonymes, voir Ortiz.
Cristian Ortiz, né le 23 avril 2007 à White Plains aux États-Unis, est un footballeur international dominicain, qui évolue au poste d'avant-centre aux Rowdies de Tampa Bay.

## Biographie

### En club
Né à White Plains dans l'État de New York aux États-Unis, Cristian Ortiz passe une grande partie de sa jeunesse à Port Richey en Floride. Il commence le football avec le club local de Florida Premier. En mars 2024, il signe aux Rowdies de Tampa Bay.
Il joue son premier match en professionnel avec ce club, le 31 mars 2024, à l'occasion d'une rencontre d'USL Championship face au Rhode Island FC. Il entre en jeu à la place de Manuel Arteaga et son équipe s'impose par quatre buts à un. Cette apparition fait de lui le deuxième plus jeune joueur à faire ses débuts pour les Rowdies, à 16 ans, 11 mois et 16 jours, derrière Tate Johnson (en) qui détient le record.
Le 17 mai 2024, Ortiz signe son premier contrat professionnel avec les Rowdies de Tampa Bay.

### En sélection
Cristian Ortiz est appelé pour la première fois avec l'équipe de République dominicaine des moins de 20 ans en juillet 2024, étant retenu pour participer au Championnat de la CONCACAF des moins de 20 ans en 2024,.
En août 2024, Cristian Ortiz est convoqué pour la première fois avec l'équipe nationale de République dominicaine par le sélectionneur Marcelo Neveleff. Il honore sa première sélection lors de ce rassemblement, le 10 septembre 2024, lors d'un match comptant pour la Ligue des nations de la CONCACAF 2024-2025 face à la Dominique. Il entre en jeu à la place de Dorny Romero et son équipe s'impose par deux buts à zéro.